# Lago Louise
El lago Louise (del inglés: Lake Louise) es un lago en Alberta, Canadá. Es un lago glaciar localizado a tan solo 5 km del pueblo homónimo y de la Carretera transcanadiense (en este tramo también conocida como Carretera de los campos de hielo), en el parque nacional Banff, en las Montañas Rocosas canadienses. 
El lago Louise recibe su nombre en honor de la Princesa Luisa Carolina Alberta (1848-1939), la cuarta hija de la Reina Victoria y también esposa del Marqués de Lorne, que fue Gobernador General de Canadá entre 1878 y 1883. 
El color del lago se debe al polvo de roca que llega hasta allí por el agua que se ha derretido del glaciar Lefroy y de los dos glaciares Victoria, que dominan el lago. Otros famosos lagos de la zona, como el Moraine, el Peyto o el Bow también presentan una coloración parecida, igual de impresionante. 
El lago, situado a 1750 metros sobre el nivel del mar, tiene una superficie de 0,8 km² y sus aguas van a dar al río Bow a través del Louise Creek (riachuelo Louise), de unos 3 km de longitud. La anchura máxima del lago es de 500 metros, que es la cuarta parte de su longitud máxima. 
En la orilla este del lago se encuentra el Château Lake Louise, uno de los grandes hoteles de la compañía de ferrocarril canadiense. Es un complejo de lujo construido a principios del siglo XX por la Canadian Pacific Railway.

## Actividades
Alrededor del lago hay varias rutas de senderismo. Utilizándolas se puede llegar al Paso Saddleback, a la Fairview Mountain (2744 m s. n. m.), al lago Mirror (lago espejo), al lago Agnes, a Big Beehive y Little Beehive, a Devils Thumb (el pulgar del diablo), al monte Whyte y al monte Niblock. En algunas de estas rutas se permite el uso de bicicletas de montaña y también la equitación. Además, en las montañas que rodean el lago se puede practicar la escalada. Durante el verano, mucho más cálido que el duro invierno canadiense, son muy populares las actividades con kayaks y canoas, por lo que en la orilla noreste del lago hay puestos donde se pueden alquilar. Al ser un parque nacional, se prohíbe la circulación de barcos a motor para evitar la contaminación de las aguas. Lo mismo ocurre en todos los lagos que se encuentran en el parque nacional Banff, aunque no en todos se pueden encontrar esos puestos de alquiler de barcas. 
El cercano Lake Louise Mountain Resort ofrece facilidades para practicar el esquí alpino y el esquí de fondo, así como también el heli-skiing y el snowboard. En invierno se puede pescar y patinar en el lago. También es un área en la que tirar de un trineo de perros, escalar zonas heladas o caminar con raquetas.
El lago Moraine y el lago Agnes son accesibles desde el Louise gracias a diferentes caminos.

## Galería

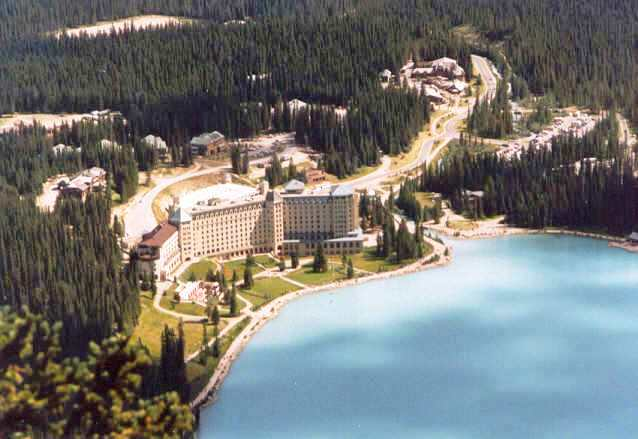
Vista aérea del castillo
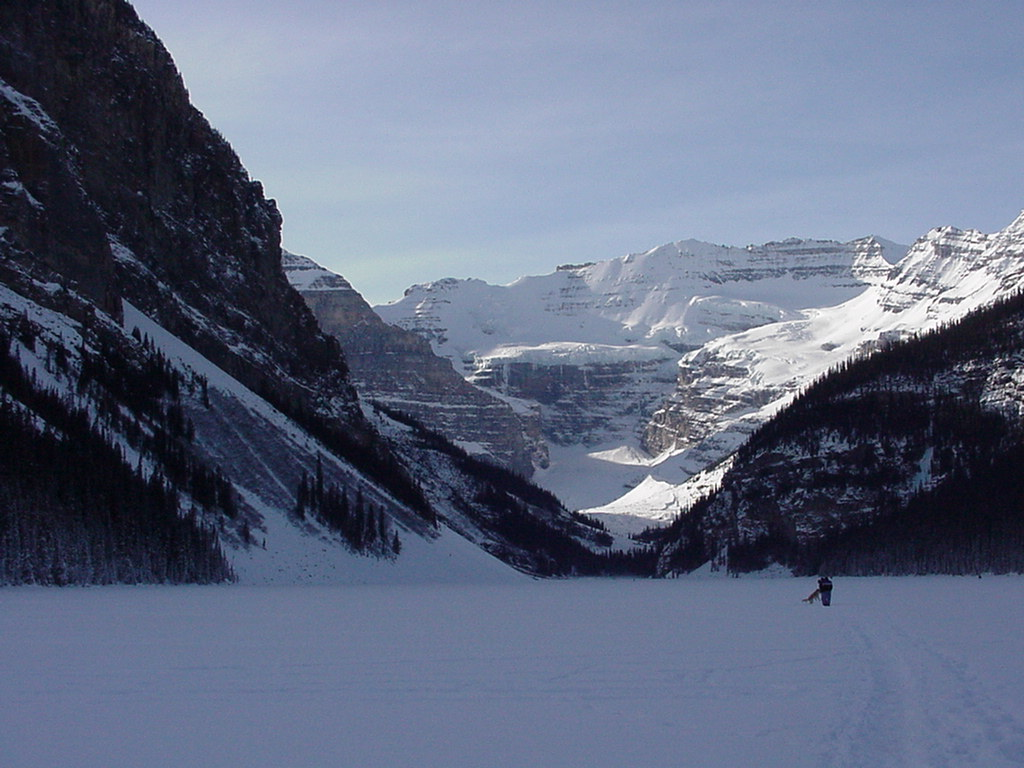
El lago Louise y el glaciar, en invierno
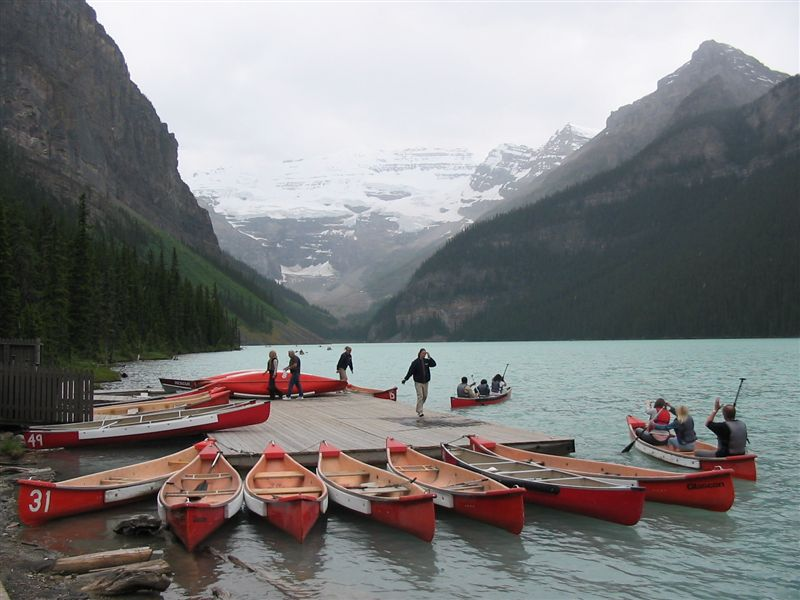
Canoas de alquiler.
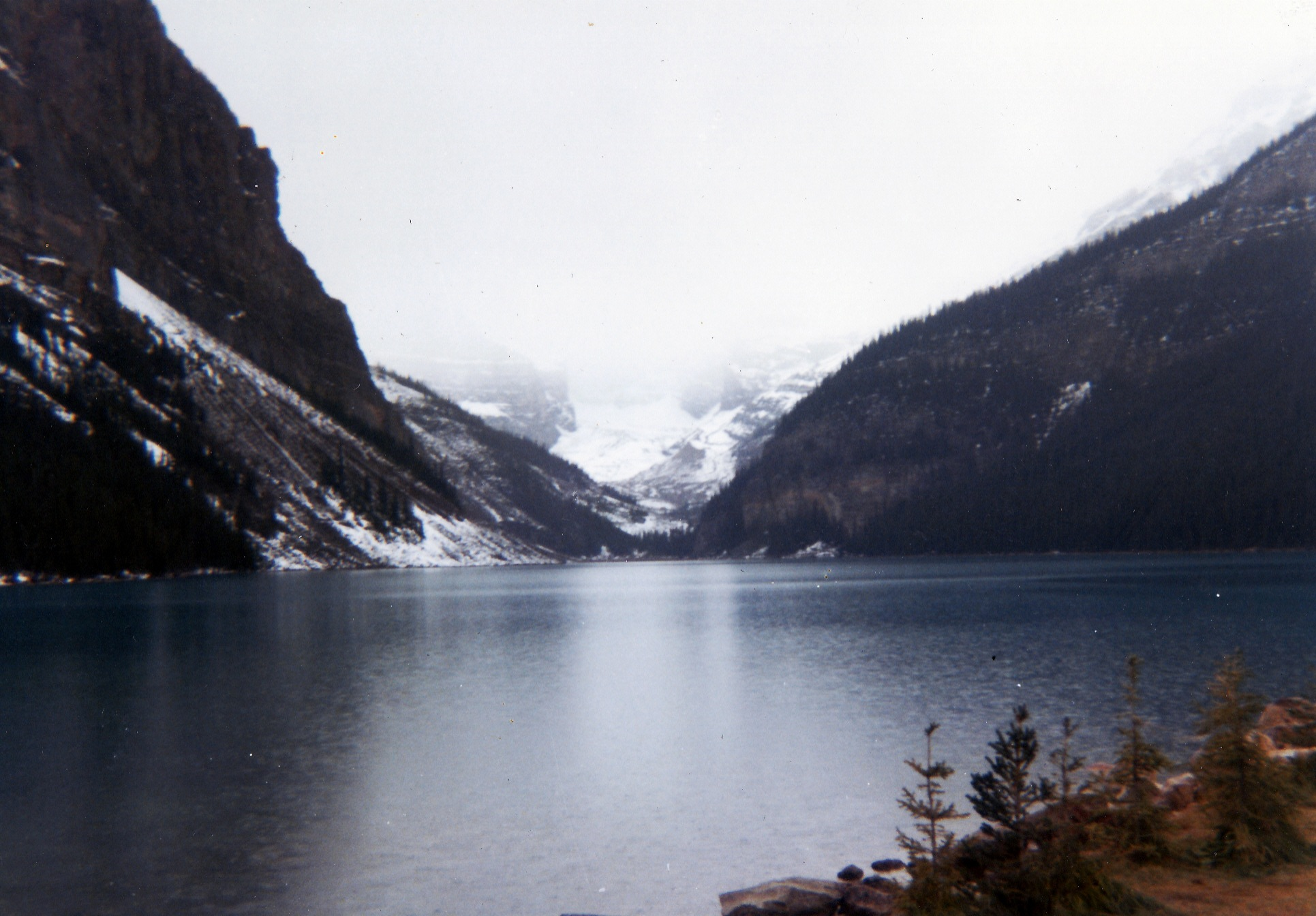
El lago Louise y el glaciar durante una tormenta en octubre de 1973.
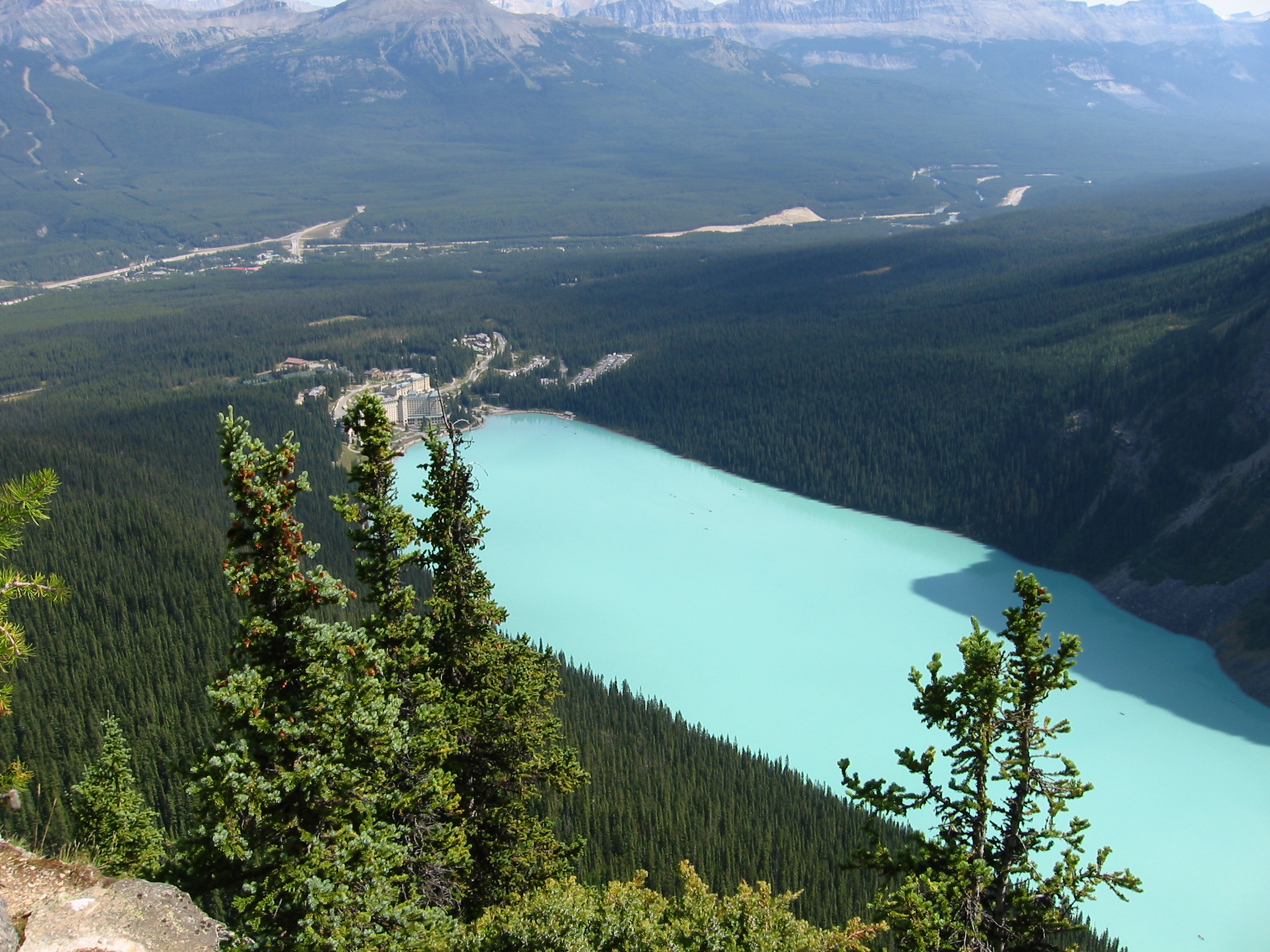
El lago Louise desde lo alto de Big Beehive.
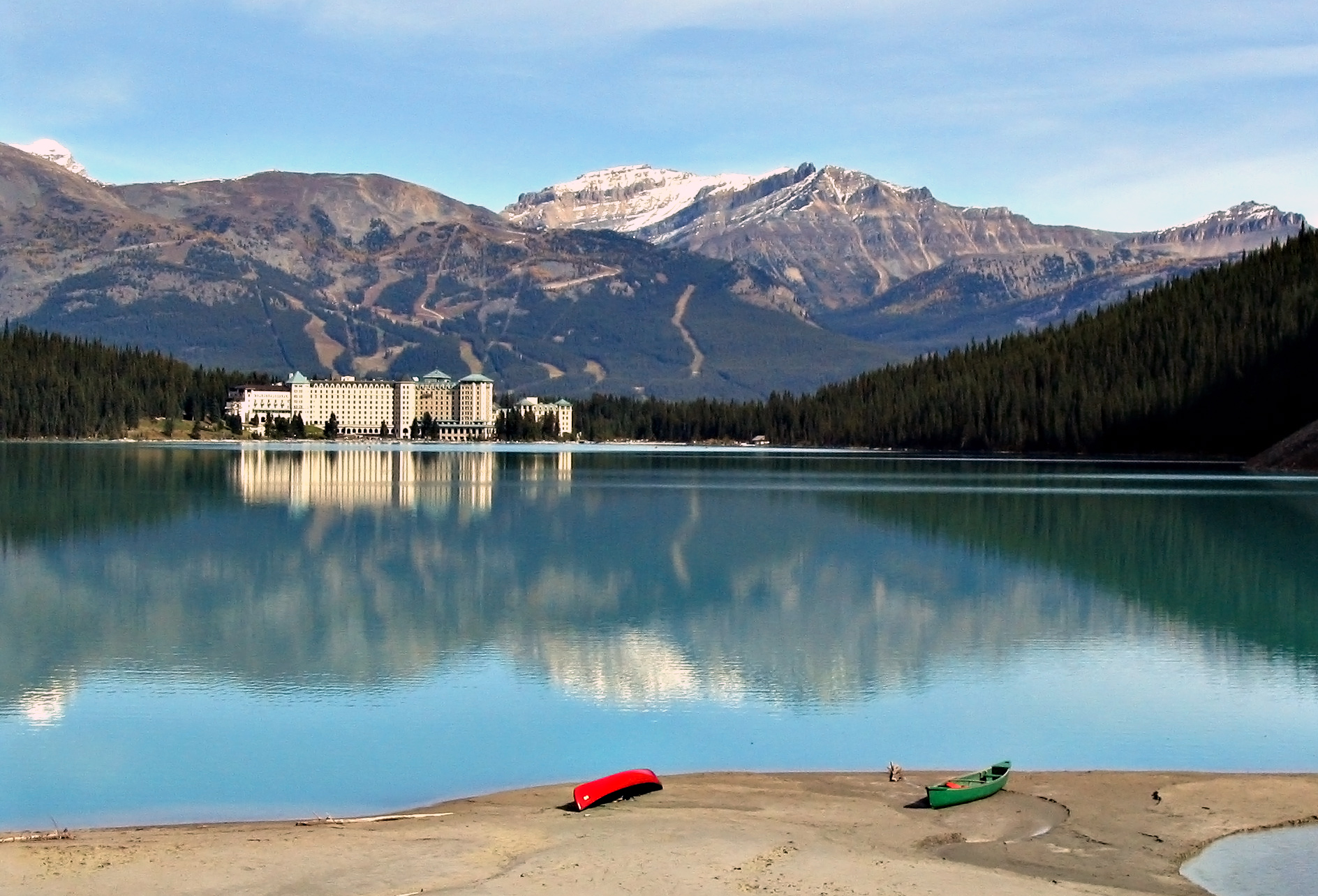
El lago y el hotel desde la orilla oeste.
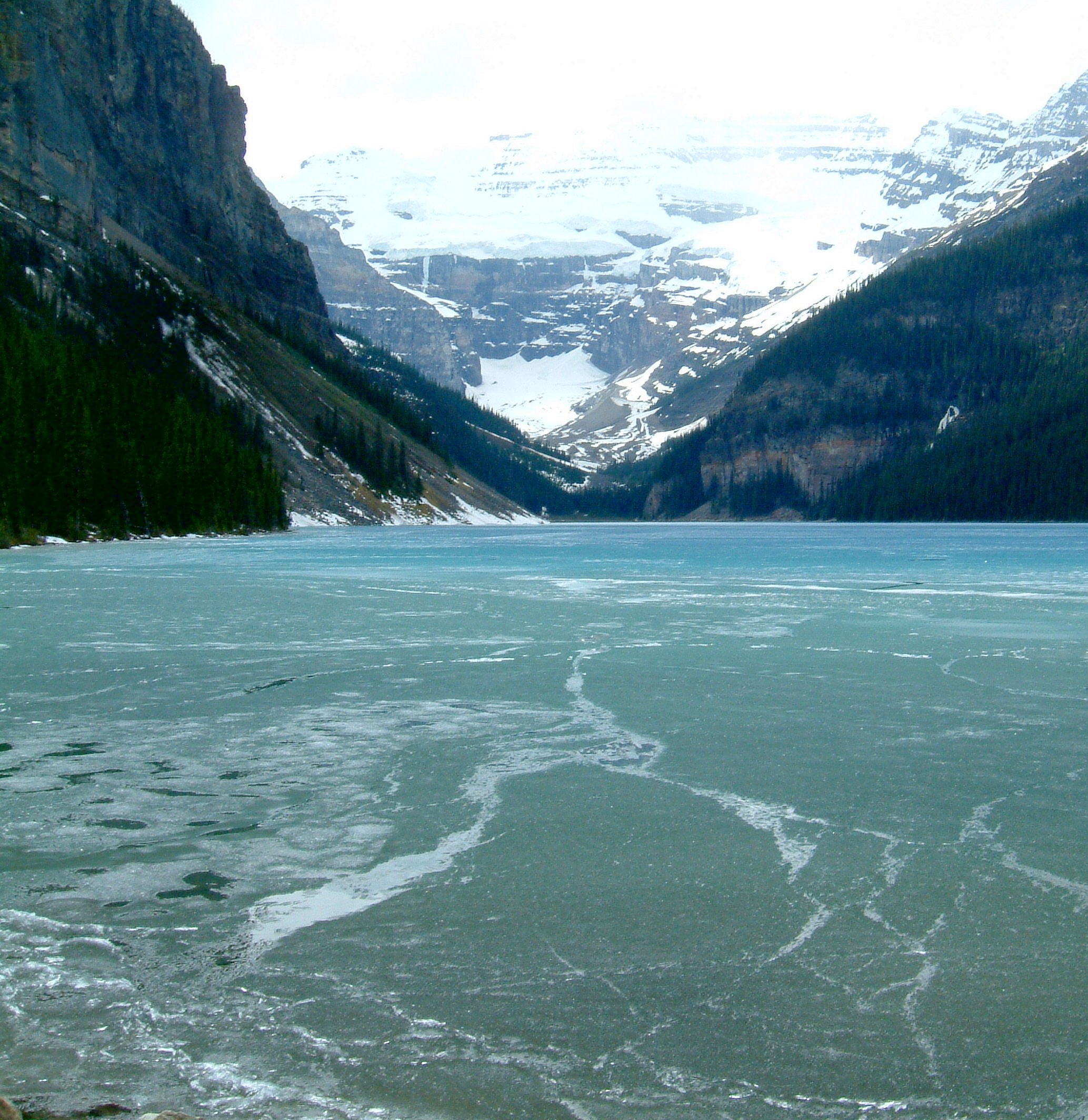
El lago Louise congelado en 2006.
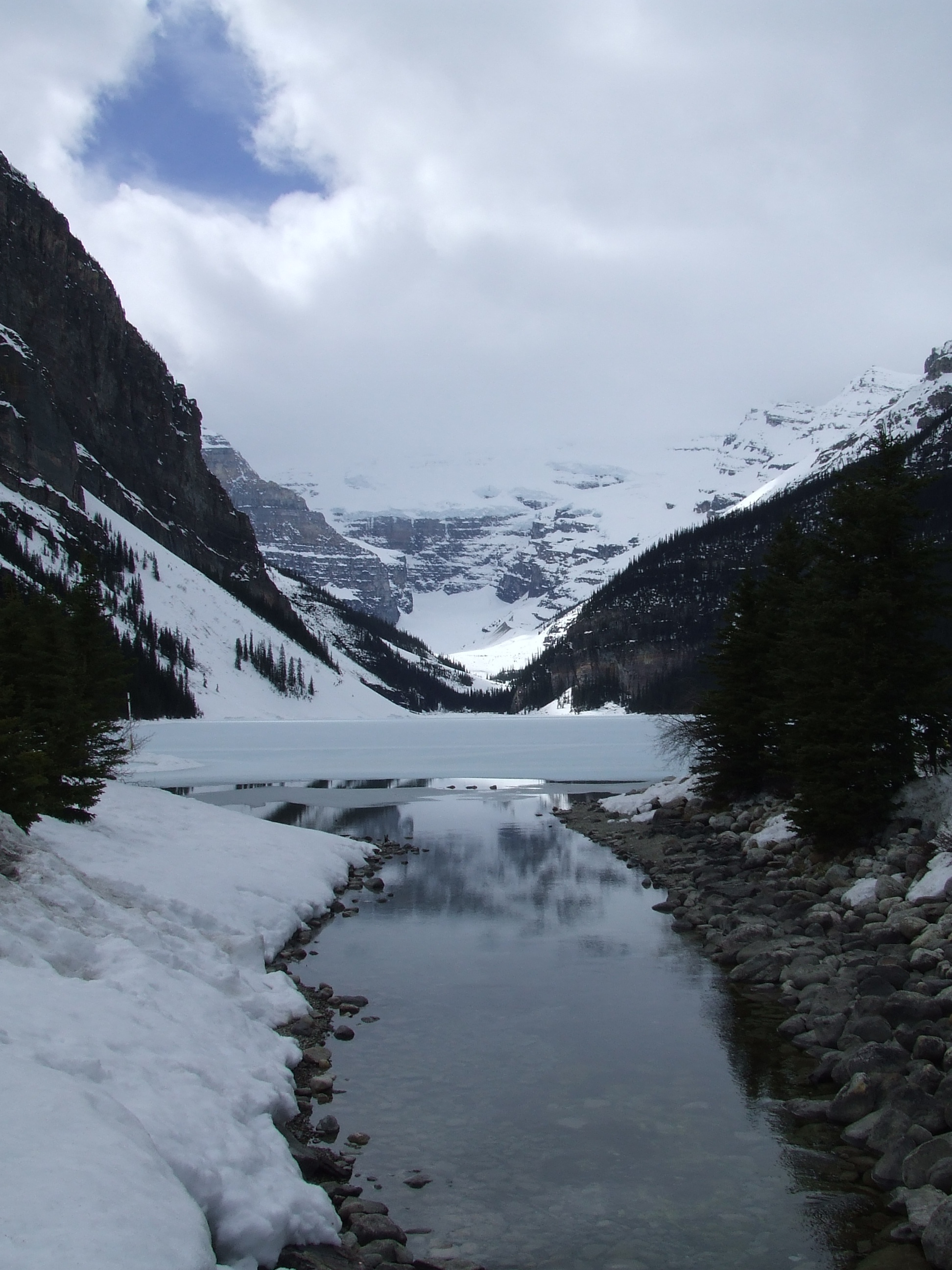
El lago Louise en mayo.